# Hölle (Wuppertal)
Hölle ist eine Ortslage im Norden der bergischen Großstadt Wuppertal. Der Name Hölle ist als eigenständige Bezeichnung für diese Ortslage mehrheitlich nicht mehr im Bewusstsein der Bevölkerung vorhanden.

## Lage und Beschreibung
Die Ortslage liegt auf einer Höhe von 200 m ü. NHN im Tal des Briller Bachs unterhalb des Bethesda Krankenhauses Wuppertal an der Nevigeser Straße im Süden des gleichnamigen Wohnquartiers Nevigeser Straße im Stadtbezirk Uellendahl-Katernberg. Benachbarte Ortslagen sind Hülsbeck, Dorrenberg, Wüstenhof, Lehmbruch, Dreckloch, Am Bredtchen, Holländische Heide und das unmittelbar nördlich daneben liegende Kuckelsberg. Im Bereich der Ortslage befindet sich die Bethesdakirche.

## Geschichte
Hölle ist erstmals an der westlichen Seite der heutigen Neviger Straße (Landesstraße 427) liegend auf dem Messtischblatt von 1892 als Straßensiedlung verzeichnet und beschriftet. Diese wurde in den Jahren 1835 bis 1835 zwischen Elberfeld und Neviges als mautpflichtige Kommunal-Chaussee neu gebaut. Auf dem Elberfelder Stadtplan von 1901 trägt die Ortslage die Bezeichnung In der Hölle, ebenso auf dem von 1925 und dem Wuppertaler Stadtplan von 1930.